# Савво-Борзя
Савво-Борзя — село в Александрово-Заводском районе Забайкальского края России. Административный центр и единственный населённый пункт сельского поселения «Савво-Борзинское».

## География
Село находится в юго-восточной части края и района, на расстоянии в 49 км от села Александровский Завод.
Климат
Климат характеризуется как резко континентальный с продолжительной холодной зимой и сравнительно тёплым летом. Средняя температура воздуха самого холодного месяца (января) составляет −22,7 °C; средняя температура самого тёплого месяца (июля) — 38 °C. Среднегодовое количество атмосферных осадков составляет 350—410 мм. Большая часть осадков (до 85 %) выпадает в течение тёплого сезона. Продолжительность безморозного периода составляет от 85 до 100 дней в году.

## История
Основано в 1700 году.

## Население
| 1989 | 2002 | 2010 | 2012 | 2013 | 2014 |
| ---- | ---- | ---- | ---- | ---- | ---- |
| 409  | ↘297 | ↘212 | ↘187 | ↗193 | ↗199 |
| 2015 | 2016 | 2017 | 2018 | 2019 | 2020 |
| ↘187 | ↘185 | ↘184 | ↘174 | ↘165 | ↗166 |
| 2021 |      |      |      |      |      |
| ↘115 |      |      |      |      |      |

Национальный состав
Согласно результатам переписи 2002 года, в национальной структуре населения русские составляли 97% от 297 жит..

## Известные уроженцы, жители
- Лопатин, Андрей Андреевич (20.10.1884, с. Савво-Борзя — 4.5.1938, Чита), государственный и политический деятель.
- Виктор Николаевич Малов (родился 15 января 1958 года в селе Савво-Борзя) — сотрудник Министерства внутренних дел Российской Федерации, подполковник милиции, погиб при исполнении служебных обязанностей при задержании особо опасных вооружённых преступников, кавалер ордена Мужества (посмертно).

## Инфраструктура
Жители заняты сельским хозяйством.
В селе функционируют основная общеобразовательная школа, фельдшерско-акушерский пункт.
Памятный знак в честь погибших в Великой Отечественной.

## Транспорт
Автомобильная дорога общего пользования регионального значения 76К-011 Ивановка — Александровский Завод — Борзя (идентификационный номер: 76 ОП РЗ 76К-007).